# Markus Eggler
Markus Eggler (Thun, Suïssa 1969) és un jugador de cúrling suís, guanyador de dues medalles olímpiques.

## Biografia
Va néixer el 22 de gener de 1969 a la ciutat de Thun, població situada al cantó de Berna.

## Carrera esportiva
Va participar en els Jocs Olímpics d'Hivern de 2002 realitzats a Salt Lake City (Estats Units), on aconseguí guanyar la medalla bronze en la prova per equips masculins de cúrling. En els Jocs Olímpics d'Hivern de 2010 realitzats a Vancouver (Canadà) aconseguí guanyar atlre cop la medalla de bronze en aquesta mateixa prova.
Al llarg de la seva carrera ha aconseguit guanyar tres medalles en el Campionat del Món de cúrling, destancant la medalla d'or aconseguida el 1992. En el Campionat d'Europa de cúrling ha aconseguit guanyar tres medalles.